# Mushistonite
La mushistonite (simbolo IMA: Mhi) è un minerale piuttosto raro del supergruppo della perovskite, all'interno del quale viene collocato nel gruppo delle perovskiti non stechiometriche e da lì al sottogruppo della schoenfliesite; appartiene alla famiglia minerale degli "ossidi e idrossidi" con composizione chimica Cu2+Sn4+(OH)6 e quindi, da un punto di vista chimico, è un idrossido di rame-stagno.

## Etimologia e storia
La mushistonite deve il suo nome alla propria località tipo, il deposito "Mushiston" (39.31°N 67.97167°E), nel distretto di Panjakent (Tagikistan).

## Classificazione
Nella classica nona edizione della sistematica dei minerali di Strunz, aggiornata dall'Associazione Mineralogica Internazionale (IMA) nel 2009, elenca la mushistonite nella classe "4. Ossidi (idrossidi, V[5,6] vanadati, arseniti, antimoniti, bismutiti, solfiti, seleniti, telluriti, iodati)" e nella sottoclasse "4.F Idrossidi (senza V od U)"; questa viene ulteriormente suddivisa in base alla struttura del minerale, in modo tale da trovare la mushistonite nella sezione "4.FC Idrossidi con OH, senza H2O; ottaedri che condividono un vertice" dove insieme a burtite, natanite, schoenfliesite, vismirnovite e wickmanite forma il sistema nº 4.FC.10.
Tale classificazione rimane invariata anche nell'edizione successiva, proseguita dal database "mindat.org" e chiamata Classificazione Strunz-mindat.
Nella Sistematica dei lapis (Lapis-Systematik) di Stefan Weiß la mushistonite si trova nella classe degli "ossidi" e da lì nella sottoclasse degli "idrossidi e idrati ossidici (ossidi contenenti acqua con struttura stratificata)" dove forma il "gruppo della schoenfliesite" insieme a schoenfliesite, burtite, wickmanite, natanite e vismirnovite con il sistema nº IV/F.16.
Anche nella classificazione dei minerali secondo Dana, usata principalmente nel mondo anglosassone, la mushistonite viene elencata nella famiglia degli "ossidi e idrossidi" dove si trova nella classe degli "idrossidi e ossidi contenenti idrossidi con gruppi (OH)3 o (OH)6"; qui forma il "gruppo della wickmanite" (cubico o trigonale, con cationi 2+ e Sn)" con il numero di sistema 06.03.06 con wickmanite, schoenfliesite, natanite, vismirnovite e burtite.

## Abito cristallino
La mushistonite cristallizza nel sistema cubico con il gruppo spaziale Pn3m (gruppo nº 224) con le costanti di reticolo a = 7,73(2) Å, oltre ad avere 4 unità di formula per cella unitaria.

## Proprietà
La mushistonite è facilmente solubile in acido cloridrico (HCl) diluito.

## Origine e giacitura
A seconda del luogo di ritrovamento la mushistonite è stata rinvenuta o in zone ossidate di depositi di stagno, in sostituzione della stannite (per campioni provenienti dal deposito "Mushiston", Tagikistan), dove la paragenesi è con stannite, calcopirite, sfalerite e galena, oppure da pegmatiti zonate (per campioni provenienti dalla miniera di "Etta", nel Dakota del Sud, Stati Uniti), dove la paragenesi è con cassiterite, pseudomalachite e quarzo.
La mushistonite è un minerale piuttosto raro. Oltre alla sua località tipo, il deposito "Mushiston" in Tagikistan, il minerale è stato rinvenuto nel Verchojanskij ulus (nella Sacha, in Russia); nelle contee Pingwu e di Songpan (nel Sichuan, Cina); nella contea di Coolgardie (Australia); nel distretto di Kamienna Góra (in Polonia); nelle miniere "Etta"" e "Peerless" (contea di Pennington, Dakota del Sud, Stati Uniti).
In Italia la mushistonite è stata trovata presso Colonnata, in provincia di Massa-Carrara (Toscana).

## Forma in cui si presenta in natura
La mushistonite di solito si trova in aggregati terrosi a grana fine; essi hanno lucentezza vitrea e colore che va dal verde brunastro al verde malachite o anche giallo-marrone, che diventa grigio in luce riflessa.